# فورانوز

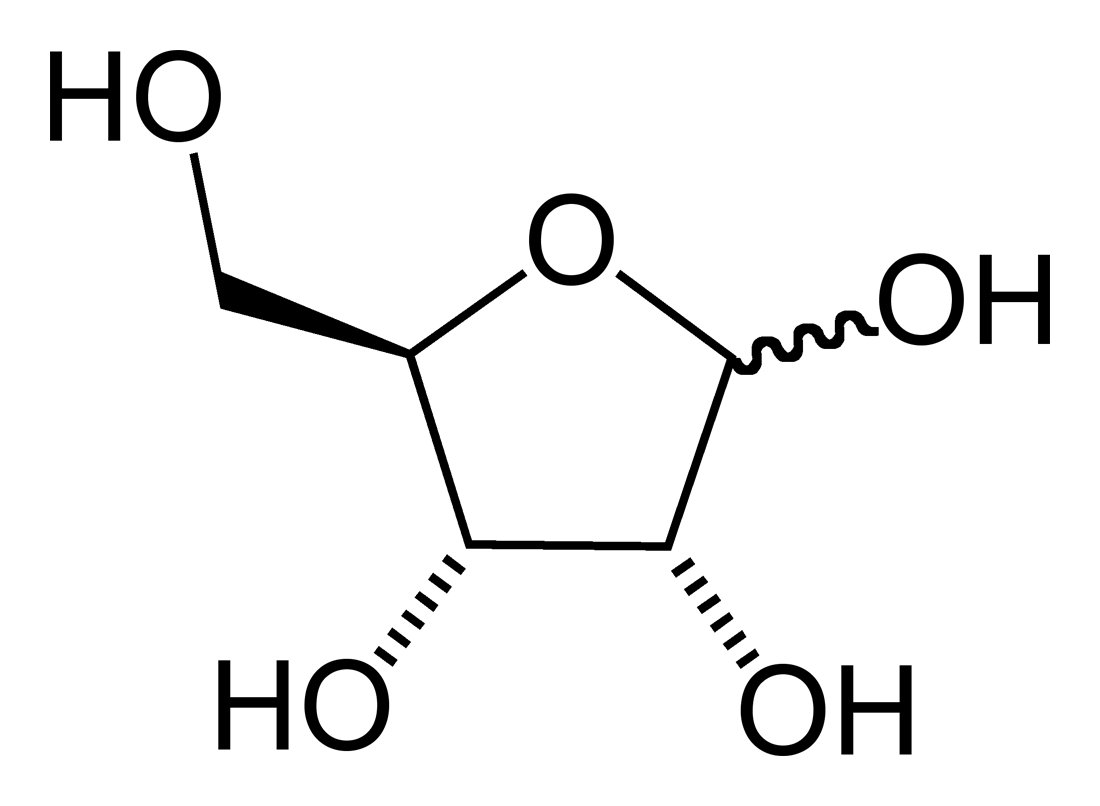
تركيب الريبوز ،نوع من فورانوز: الرابطات الموجية تعني مخاليط β-ribofuranose و α-ribofuranose.

d}Fructofuranose

فورانوز (بالإنجليزية: Furanose ) في الكيمياء العضوية هو اسم شامل للعديد من الكربوهيدرات التي تتميز ببنية كيميائية تدخل فيها حلقة خماسية تتكون من أربعة ذرات كربون وذرة أكسجين . وقد أخذت تلك التسمية لتماثلها مع تركيبة فوران الأكسجينية، إلا أن الفورانوز لا يوجد به رابطة ثنائية.

## مقارنة البنيات
| Furan , Tetrahydrofuran , Furanose |                   |                            |                            |
| الاسم                              | فوران             | تتراهيدروفوران             | α-D-Altrofuranose          |
| صيغة بنيوية                        | Furan             | Furan                      | α-D-Altrofuranose          |
| Bemerkung                          | حلقة فوران (أزرق) | حلقة تتراهيدروفوران (أزرق) | حلقة تتراهيدروفوران (أزرق) |

## اقرأ أيضا
- الاتجاهية (علم الأحياء الجزيئي)
- زوج قاعدي
- الدنا
- أللوز
- ريبوز منقوص الأكسجين
- ترقيم الحمض النووي